# 인천옹주
인천옹주(仁川翁主, 생몰년 미상)는 조선 제2대 임금 정종(定宗, 1357~1419, 재위: 1398~1400)의 15남 8녀 중 7녀이며, 어머니는 숙의 윤씨(淑儀 尹氏, 1368~1417)이다. 행부사 이관식(李寬植)에게 하가하여 5남 3녀를 얻었다. 조선왕조실록에서는 인천군주(仁川郡主)라는 이름으로 불리기도 한다.

## 가족 관계
친정 전주 이씨(全州 李氏) 
- 조부 : 제1대 태조대왕(太祖大王, 1335~1408, 재위: 1392~1398)
- 조모 : 신의왕후 안변 한씨(神懿王后 安邊 韓氏, 1337~1391)
  - 아버지 : 제2대 정종대왕(定宗大王, 1357~1419, 재위: 1398~1400)
- 외조부 : 대사헌 윤방언(大司憲 尹邦彦)
  - 어머니 : 숙의 해평 윤씨(淑儀 海平 尹氏, 1368~1417)
    - 오빠 : 수도군 덕생(守道君 李德生, ? ~1449)
    - 오빠 : 임언군 녹생(林堰君 李祿生, ? ~1450)
    - 오빠 : 석보군 복생(石保君 李福生, 생몰년 미상)
    - 오빠 : 장천군 보생(長川君 李普生, 생몰년 미상)

시가 전의 이씨(全義 李氏)
- 시아버지 : 소윤 이성간(少尹 李成幹)
- 시어머니 : 민여익(閔汝翼)의 딸
  - 부마 : 도호부사 이관식(都護府使 李寬植)
    - 장남 : 이인문(李仁文)
      - 손자 : 이서림(李瑞林)

    - 차남 : 이의문(李義文)
    - 삼남 : 이예문(李禮文)
    - 며느리 : 홍종서(洪從瑞)의 딸
      - 손자 : 이계림(李季林)
      - 손자 : 이창림(李昌林)
      - 손자 : 이무림(李茂林)

    - 사남 : 이지문(李智文)
    - 며느리 : 신평 송씨 - 송평(宋枰)의 딸
      - 손자 : 이백령(李百齡)
      - 손자 : 이만령(李萬齡)
      - 손자 : 이억령(李億齡)
      - 손녀 : 김한걸(金漢傑)에게 출가
      - 손녀 : 권문손(權文孫)에게 출가

    - 오남 : 이신문(李信文)
      - 손자 : 이송령(李松齡)
      - 손자 : 이천령(李千齡)
      - 손자 : 이조령(李兆齡)

    - 장녀 : 광산 김씨 김기(金耆)에게 출가
      - 외손녀 : 효령대군의 증손자 여양군(呂陽君) 이자겸(李子謙)에게 출가

    - 차녀 : 함양 박씨 박중검(朴仲儉)에게 출가
      - 외손자 : 박세영(朴世榮, 1480 ~ ?)
      - 외손자 : 박세무(朴世茂, 1487 ~ ?)
      - 외손자 : 박세옹(朴世蓊, 1493 ~ ?)
      - 외손녀 : 여산 송씨 송세정(宋洗精)에게 출가

    - 삼녀 : 초계 정씨 정석화(鄭石和)에게 출가
      - 외손자 : 정종신(鄭宗信)
      - 외손녀 : 이수현(李秀賢)에게 출가
      - 외손녀 : 경주 이씨 이은신(李殷臣)에게 출가

## 참고 자료
- 인천옹주 - 한국학중앙연구원